# Septoria nesodes
Septoria nesodes är en svampart som beskrevs av Kalchbr. 1880. Septoria nesodes ingår i släktet Septoria och familjen Mycosphaerellaceae.   Inga underarter finns listade i Catalogue of Life.